# Negidalen
Die Negidalen (russisch Негидальцы/Negidalzy; abgeleitet von ewenkisch нге гида/nge gida, „Küsten-“ bzw. „Niederungsbewohner“; negidalische Eigenbezeichnung элькан бэйэнин/elkan bejenin, „Einheimische“) sind ein kleines tungusisches Volk, das traditionell am Mittel- und Unterlauf des linken Amur-Nebenflusses Amgun im Fernen Osten Russlands, dem heutigen Rajon imeni Poliny Ossipenko der Region Chabarowsk siedelt.
Bei der letzten Volkszählung im Jahre 2010 gab es in Russland 513 Negidalen, von denen noch 74 (14 %; 1970 noch 53 %) das Negidalische beherrschen, eine dem Ewenkischen ähnliche nord-tungusische Sprache. Als Umgangssprache wurde das Negidalische weitgehend vom Russischen verdrängt. Im Verlauf des letzten Jahrhunderts ist die Anzahl der Negidalen annähernd stabil auf niedrigem Niveau (1897: 423; 1926: 683 (ohne „assimilierte“ 426), 1959: 350, 1970: 537, 1979: 504, 1989: 622, 2002: 567).
Nach lokalen Unterschiedenen in Kultur, Lebensweise und Sprache im Bereich des Siedlungsgebietes können Unterlaufs- (russisch nisowskije) und Oberlaufs-Negidalen (russisch werchowskije, bezogen auf den Fluss Amgun) unterschieden werden. Bei den Niederlaufs-Negidalen überwiegt als traditionelle Hauptlebensgrundlage der Fischfang gegenüber der Jagd; wichtigstes Transportmittel sind (Schlitten-)Hunde; sie lebten sesshaft, im Winter in beheizbaren Blockhütten, im Sommer in Hütten aus Baumrinde. Bei den Oberlaufs-Negidalen spielt die Jagd als Lebensgrundlage, das Rentier als Transportmittel die größere Rolle; sie lebten in transportablen Tschums. Ihre Bekleidung nähten die Negidalen ursprünglich aus Fischhaut und Tierfellen, später auch aus Stoffen mandschurischer, chinesischer und russischer Herkunft.
Seit langem stehen die Negidalen in engem kulturellen Kontakt zu anderen kleinen indigenen Völkern des Amurgebietes, wie Niwchen, Ultschen und Nanai.
Russen trafen erstmals im 17. Jahrhundert auf Negidalen; enger wurden die Kontakte erst ab Mitte des 19. Jahrhunderts. In dieser Zeit wurde auch das Ethnonym „Negidale“ von Alexander Theodor von Middendorff eingeführt. In Folge übernahmen die Negidalen Haustypen und Kleidung der russischen Siedler und begannen mit dem Betreiben von Ackerbau. Sie galten offiziell als zum orthodoxen Glauben bekehrt; bis heute sind aber traditionelle Vorstellungen und Bräuche des ursprünglichen sibirischen Schamanismus/Animismus verbreitet. In der Sowjetzeit waren die Negidalen zusammen mit den russischen Einwohnern des Gebietes in Fischfang-, Jagd- und Ackerbaukollektivwirtschaften (Kolchosen) organisiert.
Die Negidalen sind in der Russischen Vereinigung der Indigenen Völker des Nordens (RAIPON) vertreten.